# Shimojo Yoshiaki
Yoshiaki Shimojo (下條 佳明, sinh ngày 10 tháng 5 năm 1954) là một huấn luyện viên và cựu cầu thủ bóng đá người Nhật Bản.

## Sự nghiệp Huấn luyện viên
Yoshiaki Shimojo đã dẫn dắt Nissan FC Ladies, Yokohama F. Marinos.